# Shenandoah (1902)
Pour les articles homonymes, voir Shenandoah.
Shenandoah est une goélette à trois mâts à coque acier, construite en 1902 aux États-Unis.
C'est un yacht privé.

## Histoire
Ce yacht a été construit pour le financier américain Gibson Fahnestock. Il avait pour premier port d'attache, Newport et il a navigué en mer Méditerranée jusqu'en 1905.
Ce schooner a une forte ressemblance avec le Meteor III de l'Empereur Guillaume II d'Allemagne qui avait été construit sur le même chantier naval.
En 1912, il est racheté par l'Allemand Walther von Brüning. Son nouveau port d'attache est Kiel et il est rebaptisé Lasca II.
Il est confisqué par la marine anglaise durant la Première Guerre mondiale.
En 1919, c'est le Lord John Espen qui possède le bateau qui prend le nom de Shenandoah.
En 1920, le yacht est racheté par le prince italien Spado Veralli et prend le nom d’Atlantide.
Le yacht changera de nombreuses fois de propriétaires jusqu'à être confisqué par la douane française en 1960.
En 1972, il est acheté par l'industriel français, le baron Bich, qui en fait un yacht charter naviguant principalement en Méditerranée et lui redonne le nom de Shenandoah.
En 1986, il est revendu à l'homme d'affaires suisse Philip Bommer qui en opère la restauration nécessaire au chantier naval McMullen & Wing à Auckland en Nouvelle-Zélande.
Le yacht change encore plusieurs fois de propriétaires.

## Galerie

Shenandoah au port de La Rochelle
Shenandoah au port de La Rochelle
Shenandoah au port de La Rochelle
Shenandoah au port de La Rochelle

## Voir également